# رابین آنتین
رابین آنتین (انگلیسی: Robin Antin؛ زادهٔ ۶ ژوئیهٔ ۱۹۶۱) رقصنده، خواننده و مدیر هنری آمریکایی است که به عنوان بنیان‌گذار گروه پوسی‌کت دالز شناخته می‌شود. او همچنین به خاطر فعالیت‌هایش در دنیای مد و سرگرمی شهرت دارد.

## اوایل زندگی و آموزش
رابین آنتین در لس آنجلس، کالیفرنیا به دنیا آمد و از کودکی علاقه زیادی به رقص داشت. او به عنوان یک رقصنده حرفه‌ای شروع به فعالیت کرد و در سنین جوانی به دنیای موسیقی و مد وارد شد. آنتین در مدارس مختلف رقص تحصیل کرده و در دنیای نمایش و سرگرمی وارد شد.

## دوران حرفه‌ای
رابین آنتین در ابتدا به عنوان یک رقصنده در برنامه‌های تلویزیونی و فیلم‌ها فعالیت می‌کرد. اما شهرت واقعی او به عنوان بنیان‌گذار گروه مشهور پوسی‌کت دالز به دست آمد.